# Подоляка Юрій Іванович
Ю́рій Іва́нович Подоля́ка (нар. 21 лютого 1975, Суми, УРСР) — проросійський журналіст та блогер. З 2014 року живе в Росії.
З 15 січня 2023 року перебуває під санкціями РНБО України через антиукраїнську діяльність. Заочно засуджений в Україні до 15 років ув'язнення.

## Життєпис
Народився 21 лютого 1975 року в Сумах.
2004 року брав участь у Помаранчевій революції, але 2013 року став поширювати у своєму блозі та статтях проросійські наративи.
Власник ремонтного підприємства «Метасистеми сервіс».
З початком вторгнення Росії на Донбас та анексії Криму в 2014 році виїхав у Росію.

## Розслідування
19 травня 2022 року Сумська обласна прокуратура повідомила Юрію про підозру в поширенні інформації, яка містить виправдовування збройної агресії РФ проти України (ч. 3 ст. 436-2 КК України).
Фігурант центру «Миротворець» як «зрадник, посібник російських воєнних злочинців та антиукраїнський пропагандист».
У квітні 2023 року СБУ повідомила Юрію про підозру через поширення пропаганди й виправдовування російської війни проти України.
У вересні 2023 року СБУ виявила, що Подоляка причетний до коригування російських ракетних ударів по Миколаєву. Для наведення ракет на місто він отримував розвіддані від інформатора, колишнього керівника Миколаївської окружної прокуратури, який відбуває довічне ув'язнення за держзраду. Отримані дані Юрій переправляв до російських спецслужб. На основі доказів, СБУ повідомили Юрію про підозру за ч. 2 ст. 111 ККУ (державна зрада, вчинена в умовах воєнного стану).
26 грудня 2023 року Подоляку заочно засудили до 12 років в'язниці за підтримку злочинів РФ.
2 лютого 2024 року Подоляку було заочно засуджено до 15 років ув'язнення через причетність до ракетного удару Росії по Миколаєву.

## Санкції
15 січня 2023 року доданий до санкційного списку України.
В підставах для накладення санкцій вказано, що Подоляка:
- публічно закликав до агресивної війни, виправдовує та визнає законною збройну агресію РФ проти України, тимчасову окупацію території України;
- прославляє представників збройних формувань РФ, регулярних незаконних збройних формувань, Групу Вагнера;
- бере участь у поширенні дезінформації та пропаганди, спрямованих на підтримку війни проти України та російської окупаційної політики[15].

8 червня 2023 року доданий до санкційного списку Канади.

## Цитати
Коментар Подоляки від 8 березня 2022 року для радіо програми Володимира Соловйова :
|  | В останні дні пішла інформація, що уряд України втрачає контроль за ситуацією на місцях, і регіони вже не слухаються Києва не тому, що не хочуть, а тому, що в цьому немає жодного сенсу. З Києва вже не можуть керувати тією ж Одесою, Дніпропетровськом, та й Харковом за великим рахунком також. Вони діють напівавтономно. Відбувається розсипання державного апарату – а коли процес починається, він іде вже як картковий будиночокОригінальний текст (рос.) В последние дни пошла информация, что правительство Украины теряет контроль над ситуацией на местах, и регионы уже не слушаются Киева не потому, что не хотят, а потому, что в этом нет никакого смысла. Из Киева уже не могут управлять той же Одессой, Днепропетровском, да и Харьковом по большому счету тоже. Они уже действуют полуавтономно. Происходит рассыпание государственного аппарата – а когда процесс начинается, он идет уже как карточный домик. |

Коментар від 30 квітня 2022 року стосовно майбутнього поділу території України між Росією та Польщею:
|  | Інтереси України та Польщі сьогодні розходяться. Саме тому сьогодні Польща формально допомагаючи Україні ослаблювати Російську Федерацію готується далі розділити з Російською Федерацією території України. Найімовірніше, цим це все і закінчиться.Оригінальний текст (рос.) Интересы Украины и Польши сегодня расходятся. Именно по этой причине сегодня Польша формально помогая Украине ослаблять Российскую Федерацию готовится дальше разделить с Российской Федерацией територии Украины. Вероятнее всего, этим это все и закончится. |

Коментар від 26 травня 2022 року під час одного з російських форумів:
|  | Ми просто маємо перемогти, тому що ми боремось за наше існування. Причини прості: нас хочуть знищити за допомогою створеної в Україні нацистської держави. Відповідно, не знищивши її, ми не зможемо зберегтись як цивілізація, народ, суспільство.Оригінальний текст (рос.) Мы просто должны победить, потому что мы боремся за наше существование. Причины просты: нас хотят уничтожить при помощи созданного на Украине нацистского государства. Соответственно, не уничтожив его, мы не сможем сохраниться как цивилизация, народ, общество. |

## Особисте життя
Одружений, має двох дітей.